# Gerhard Brenner
Gerhard Brenner (* 13. August 1929 in Ludwigshafen am Rhein; † 24. August 1981 in Saarbrücken) war ein deutscher Politiker der CDU.

## Leben
Brenner besuchte 1936 bis 1941 die Volksschule und 1941–1949 die Oberschule. Nach dem  Abitur im Jahr 1949 war er zunächst freier Mitarbeiter, dann von 1950 bis 1952  Redaktionsvolontär, von 1952 bis 1956 freier Journalist und ab 1956 Redakteur bei der Zeitung Die Rheinpfalz in Ludwigshafen. 1954 war er Vorstandsmitglied des Bezirksverbands Pfalz im Deutschen Presseverband Rheinland-Pfalz.

### Politik
1948 wurde Brenner Mitglied der JU und 1950 Mitglied der CDU. 1954 bis 1956 war er Vorsitzender der JU Pfalz und Mitglied des Parteivorstands der CDU Pfalz. Von 1956 bis 1959 gehörte er dem Landtag von Rheinland-Pfalz an. Im Landtag war er Mitglied im kulturpolitischen Ausschuss.